# Piratula procurva
Piratula procurva is een spinnensoort in de taxonomische indeling van de wolfspinnen (Lycosidae).
Het dier behoort tot het geslacht Piratula. De wetenschappelijke naam van de soort werd voor het eerst geldig gepubliceerd in 1906 door Friedrich Wilhelm Bösenberg & Embrik Strand.